# 100 km Sri Chinmoy
Le 100 km Sri Chinmoy est une épreuve de course à pied sur route appartenant à la famille de l'ultrafond. La course a lieu au Bois de Vincennes à Paris au mois de juin depuis 1988. C'est la 29e édition en 2018. La particularité de ce 100 km est dans son parcours qui est une boucle de 1 610 m à réaliser 62 fois.

## Histoire
Le 100 km est organisé par le Sri Chinmoy Marathon Team (SCMT), un club de course à pied international fondé à New York par Sri Chinmoy en 1977, et spécialisé dans les ultra-distances. Ainsi, le SCMT propose depuis 1997 la plus longue course certifié d'endurance au monde avec 3100 miles, soit près de 5 000 km. Aujourd'hui, le club organise de nombreux ultras dans le monde, mais également des courses plus courtes comme des 2 miles et des marathons, et des événements pluridisciplinaires comme des triathlons,.
Le club existe en France depuis 1981 et commence à organiser des courses de fond de 5 puis 10 km dans le Bois de Boulogne. Le premier marathon et le premier 100 km voient le jour en 1988, déjà sur une boucle d'un mile, où sont courus également les 2 miles Self-Transcendence. Ce format permet de simplifier l'organisation en ayant un seul ravitaillement en nourriture et boissons, et un autre en eau sur le parcours. De plus, le comptage peut se faire à chaque tour, ainsi que le suivi des coureurs. Mais ce format particulier n'est pas reconnu par la FFA qui limite à dix le nombre de tours sur un 100 km.
En 2006, un 50 km s'ajoute au 100 km avec un départ différé à 12 heures au lieu de 7 heures pour le 100 km. En 2009, les courses ont désormais lieu au Bois de Vincennes. Depuis 1988, le 100 km a réalisé sa 30e édition en 2019.

## Participants notables
- Max Courtillon en 1993[10]
- Gérard Stenger en 1988, 1989, 1990, 1992, 1993, 2000[11]
- Henri Girault en 1988, 1989, 1991, 1993, 1994, 1995, 1996, 2000, 2003[12]
- Véronique Jehanno en 2008[13],[14]
- Huguette Jouault en 1991[15],[5]
- Pascale Mahé en 1992[16]
- Denis Gack en 1992, détenteur du record sur le parcours[17],[5]
- Christophe Laborie en 1999, 2003, 2006[18]
- Christophe Rochotte en 1997[19]
- Claude Hardel en 2003 et 2006[20]
- Anne-Cécile Fontaine (50 km) en 2012[21],[22]
- Claudie Bizard (50 km) en 2010[23],[24]